# Fernando Ciangherotti
Fernando Ciangherotti (ur. 6 września 1959 w Meksyku) – meksykański aktor telewizyjny i teatralny.
Jest dwukrotnym laureatem nagrody TVyNovelas - w 1990r. za rolę Alberto Saucedo w telenoweli Moja druga matka (Mi segunda madre) oraz w 1993 r. za postać Santiago del Olmo w Maria Mercedes.
Występował w teatrze w sztukach, m.in. Escuela de cocote, Przygody ze św. Mikołajem, Chiquita, ale ostre i Dwunastu mężczyzn w konflikcie.

## Filmografia

### telenowele
- 1982: Upadły anioł (El ángel caído) jako David Rendón
- 1982: Bianca Vidal jako dr Garcia
- 1983: Amalia Batista jako Leticia Groom
- 1983: Zdrada (La traición) jako Mauricio
- 1985: Lata mijają (Los años pasan) jako Armando
- 1985: Upadły anioł (El ángel caído) jako Ramón Florescano
- 1989: Moja druga matka (Mi segunda madre) jako Alberto Saucedo
- 1989: Przeznaczenie (Destino) jako Sebastián
- 1992: María Mercedes jako Santiago del Olmo
- 1993: Między życiem a śmiercią (Entre la vida y la muerte ) jako prof. Andrés del Valle
- 1998: Seniora (Señora) jako Sergio Blanca
- 1997: Na północ od serca (Al norte del corazón) jako Rafael Treviño
- 1999: Kandydat (El candidato) jako Abel Santana
- 2003: Córka ogrodnika (La Hija del jardinero) jako Luis Alejandro Montero
- 2005: Najlepsze modelki (Top Models) jako Gabriel Cossy
- 2007: Dopóki starczy życia (Mientras haya vida) jako Gonzalo Cervantes
- 2009-2010: Ciemna namiętność (Pasión Morena) jako Aldo Sirenio
- 2010: Zbieg przeznaczenia (Prófugas del destino) jako Mario Fernández
- 2011: Sierota (Huérfanas) jako Ismael Montemayor
- 2012: Zniewolona miłość (Amor cautivo) jako Jorge Bustamante
- 2013: Zakazana miłość (Prohibido amar) jako Ignacio Aguilera O

### filmy fabularne
- 1961: Kapturek i jego przyjaciele (Caperucita y sus amigos)
- 1983: Zespół czarna sutanna (La banda de la sotana negra)
- 1985: Dziki Barrio (Barrio Salvaje)
- 1987: Reporter (El Reportero)
- 1987: Polowanie na handlarzy (Caceria de traficantes)
- 1987: Szakal (El chacal)
- 1988: Więcej dobrego chleba (Más buenas que el pan)
- 1988: Dworzec autobusowy (Central camionera)
- 1990: Orgia terroru (Orgia de terror)
- 1990: Bezwzględny (El despiadado)
- 1993: Krok do nieba (Un paso al cielo)
- 1995: Wysokie instynkty (Altos instintos)
- 2005: Tajemnica miłości (Secreto de amor)
- 2005: Twoja strata (Tú te lo pierdes) jako Guey
- 2006: Zwykli ludzi (Gente común)
- 2008: Ostatnia Ewangelia (El último evangelio) jako Sacerdote
- 2010: Bez niej (Sin ella) jako Shine